# ころがし涼太 激突!モンスターバス
『ころがし涼太 激突!モンスターバス』（ころがしりょうた・げきとつ！もんすたーばす）は、1988年7月30日に公開された日本映画。
日本文芸社刊「週刊漫画ゴラク」にて連載の、村田ひろゆきの漫画作品「ころがし涼太」の初実写化作品である。また、竹内力の映画初主演作品である。

## 概要
日活の、ロマンポルノ終了後の一般映画作品シリーズ「ロッポニカ」のラインナップの一つである。併映は『行き止まりの挽歌 ブレイクアウト』

原作の荒唐無稽さを残しつつ、大型バス2台の派手なカースタントとハードバイオレンスのテイストが加わっている。昭和最終盤のヤンキー映画でもある。

## ストーリー
競馬予想紙片手に、パンチパーマでバスを運転する｢ころがし涼太｣こと高尾涼太。

バスの後部バンパー｢涼太｣のステッカーに街のツッパリ野郎は皆ビビる。涼太は、泣く子も黙る元暴走族の頭なのであった。
暴走族を引退したとはいえ、猛獣のようなハンドルさばきでバスでさえ生き物のようなカッ飛びマシーンに変えてしまう。暴走族OBである、せんべい屋・田島とチャリンコ屋・吉本、チョーパン鉄次は“打倒涼太”に生き甲斐にしているのであった。
喧嘩には強い涼太だが、女にはめっぽう弱い。心に暗い影をひきずる美しき魔性の女・麗子にぞっこん惚れこんでしまう。

恋心を胸に秘めて涼太の身を案じる元暴走族の紅一点かおり、バス会社社長の娘・由香里をよそに、麗子に釘づけになる涼太。
そんな中、麗子を追う謎の黒いバスが現れる。まるで死神のようで怪しい装甲車(モンスターバス)を操る豹藤。
惚れた女のためなら、と命を張る涼太であったが、相手は極道など問題ではない化け物だった。

## キャスト
- 涼太 - 竹内力
- 麗子 - 秋本奈緒美
- タカシ - 駒井一隆
- 田島 - 衣笠健二
- 吉本 - 加東修二
- 銀次 - 我王銀次
- 西村 - 又野誠治
- 由香里 - 山本薫
- かおり - 網浜直子
- 新田所長 - 藤岡重慶
- 九条部長 - 鈴木ヒロミツ
- 南原警察署長 - 小林稔侍
- コージ - 和気康弘
- マーボー - 本城マモル
- 写真館主 - 佐藤浩市
- 豹藤 - 菅田俊

ほか

## スタッフ
- 監督 - 黒沢直輔
- 脚本 - 大川俊道
- プロデューサー - 成田尚哉（ニュー・センチュリー・プロデューサーズ）
- 撮影 - 緒方博
- 照明 - 矢部一男
- 録音 - 福島信雅
- 美術 - 丸山裕司
- 編集 - 奥原好幸
- 助監督 - 大谷康之、冨樫森、塙幸成、原正弘
- 選曲 - 山川繁
- カースタント - 三石千尋とマイクスタントマンチーム
- 技斗 - 高瀬将嗣
- 音楽プロデューサー - 天翔陽子
- 音楽 - ヤンキース、中山努、菊池琢己　(Instrumental曲はヤンキース大竹幸尚の作曲を中山努、菊池琢己が編曲。劇場予告編に使用された「これもん」、挿入歌 ｢信号ＧＰレース｣は第二期ヤンキース演奏バージョン。｢ころがし涼太｣は第三期 ヤンキース演奏バージョン)
- 製作 - にっかつ

## 関連商品
VHS「ころがし涼太 激突!モンスターバス」/にっかつ/RJ-101